# Web Warriors
Web Warriors (рус. Паутинные воины) — серия комиксов о команде супергероев Людей-пауков из различных вселенных мультивселенной. Сценаристом выступает Майк Коста (англ. Mike Costa), художником — Девид Болдеон (англ. David Baldeon), издателем выступает Marvel Comics.

## Описание
После событий сюжетной арки Spider-Verse многие вселенные остались без своего Человека-паука. Британский Человек-паук, Девушка-паук (Аня Коразон), Женщина-паук (Гвен Стейси), Индийский Человек-паук, Нуарный Человек-паук и Свин-паук объединяются, чтобы путешествовать по реальностям, где люди нуждаются в их помощи. В их странствиях им помогают Карн — новый Мастер Ткач, а также Октавия Отто — героическая версия Доктора Осьминога из другой вселенной.

## История публикации
Впервые о серии комиксов Web Warriors стало известно в июне 2015 года, когда она была анонсирована на специальной презентации Marvel Comics, посвящённой новым сериям, выходящим после глобального события Secret Wars (рус. Тайные войны). Первый номер серии вышел 11 ноября 2015 года.